# Одживольські
Одживольські (пол. Odrzywolscy) — шляхетський рід Королівства Польського. Власники маєтків, зокрема, у Галичині: Анна Одживольська з Чурилів, яка одідичила Язловець, села по Ядвізі Белжецькій та Чурилах, продала їх Станіславу Конєцпольському у 1643 році.

## ОдживольськігербуНаленч
Прізвище походить від назви поселення Одживоля в Польщі — дідичної власности роду. В одживольському костелі були надгробки похованих представників роду з епітафіями.

### Відомі люди
- Доброґост Чорний — староста радомський 1409
- ім'я невідоме, дружина — Подльодовська, сестра радомського старости
- Ян, 1587 року підписав «статути» Покшивніцького з'їзду
- Адам, 1632 року згаданий в Сандомирському воєводстві
- Адам Міколай — дідич Одживоля, вояк, фундатор будівництва захристя в костелі Одживоля, помер 1640 року, про що свідчить надгробок
- Антоній — стольник летичівський, вояк
- Миколай, Єнджей — брати Антонія.

## ОдживольськігербуРогаля
Представлені в Мазовії.

### Персоналії
- Пйотр — «збирач податків» Черської землі 1578 року
- Ян — згаданий в записах Варшавської землі 1674 року
- ім'я невідоме — дружина Миколая Лєщинського 1560 року.